# Chanelle Scheepers
Chanelle Scheepers (* 13. März 1984 in Pretoria) ist eine ehemalige südafrikanische Tennisspielerin.

## Karriere
Scheepers, die Hartplätze bevorzugte, gewann insgesamt 12 Einzel- und 20 Doppeltitel auf dem ITF Women’s Circuit. 2009 gelang ihr bei den Australian Open erstmals der Sprung ins Hauptfeld eines Grand-Slam-Turniers; sie verlor ihr Erstrundenspiel gegen Dominika Cibulková jedoch mit 0:6 und 0:6.
Bei den French Open erreichte Scheepers 2010 als Qualifikantin die Hauptrunde und schied erst im Achtelfinale gegen Jelena Dementjewa mit 1:6, 3:6 aus. Zuvor besiegte sie Mathilde Johansson mit 6:2, 6:4, Gisela Dulko mit 3:6, 6:3, 6:4 und Oqgul Omonmurodova mit 6:3, 6:3.
Am 24. September 2011 gewann sie schließlich ihren ersten WTA-Titel. Im Finale von Guangzhou bezwang sie Magdaléna Rybáriková mit 6:2, 6:2. Im Mai 2013 folgte dann ihr erster Doppeltitel auf der WTA Tour; an der Seite der bereits 42-jährigen Japanerin Kimiko Date-Krumm gewann sie in drei Sätzen das als Vorbereitung auf die French Open geltende Sandplatzturnier von Straßburg mit einem Endspielsieg über das Doppel Cara Black und Marina Eraković.
Zwischen 2002 und 2015 bestritt sie 19 Partien für die südafrikanische Fed-Cup-Mannschaft. Sie gewann zwölf ihrer 18 Einzel- sowie alle fünf Doppelpartien.
Im Mai 2015 beendete sie ihre Karriere und wurde Trainerin.

## Turniersiege

### Einzel
| Nr. | Datum              | Turnier   | Kategorie         | Belag     | Finalgegnerin        | Ergebnis |
| --- | ------------------ | --------- | ----------------- | --------- | -------------------- | -------- |
| 1   | 24. September 2011 | Guangzhou | WTA International | Hartplatz | Magdaléna Rybáriková | 6:2, 6:2 |

### Doppel
| Nr. | Datum        | Turnier   | Kategorie         | Belag | Partnerin         | Finalgegnerinnen           | Ergebnis          |
| --- | ------------ | --------- | ----------------- | ----- | ----------------- | -------------------------- | ----------------- |
| 1   | 25. Mai 2013 | Straßburg | WTA International | Sand  | Kimiko Date-Krumm | Cara Black Marina Eraković | 6:4, 3:6, [14:12] |

## Abschneiden bei Grand-Slam-Turnieren

### Einzel
| Turnier         | 2003 | 2004 | 2005 | 2006 | 2007 | 2008 | 2009 | 2010 | 2011 | 2012 | 2013 | 2014 | 2015 | Karriere |
| --------------- | ---- | ---- | ---- | ---- | ---- | ---- | ---- | ---- | ---- | ---- | ---- | ---- | ---- | -------- |
| Australian Open | Q2   | —    | Q1   | —    | —    | —    | 1    | Q1   | 3    | 1    | 1    | 1    | 1    | 3        |
| French Open     | Q1   | —    | Q1   | —    | —    | Q2   | 1    | AF   | 2    | 2    | 1    | 1    | —    | AF       |
| Wimbledon       | Q1   | —    | Q1   | —    | —    | Q2   | Q1   | 1    | 1    | 1    | 1    | 2    | —    | 2        |
| US Open         | Q1   | —    | Q2   | —    | Q1   | Q2   | Q3   | 1    | 3    | 1    | 2    | 1    | —    | 3        |

Zeichenerklärung: S = Turniersieg; F, HF, VF, AF = Einzug ins Finale / Halbfinale / Viertelfinale / Achtelfinale; 1, 2, 3 = Ausscheiden in der 1. / 2. / 3. Hauptrunde; Q1, Q2, Q3 = Ausscheiden in der 1. / 2. / 3. Runde der Qualifikation; n. a. = nicht ausgetragen

### Doppel
| Turnier         | 2010 | 2011 | 2012 | 2013 | 2014 | 2015 | Karriere |
| --------------- | ---- | ---- | ---- | ---- | ---- | ---- | -------- |
| Australian Open | —    | —    | 1    | 2    | 1    | 2    | 2        |
| French Open     | —    | 1    | —    | 1    | 1    | —    | 1        |
| Wimbledon       | AF   | 2    | 2    | HF   | 2    | —    | HF       |
| US Open         | 1    | 1    | 2    | 1    | 1    | —    | 2        |